# L'Arc-en-ciel (film, 1944)
Pour les articles homonymes, voir Arc-en-ciel (homonymie).
Pour plus de détails, voir Fiche technique et Distribution.
L'Arc-en-ciel (Радуга, Raduga) est un film soviétique réalisé par Marc Donskoï, sorti en 1944.
Il s'agit du premier film soviétique projeté en France après la Libération de Paris. Selon le distributeur Sovexportfilm, le film a bénéficié d'un certain succès. À Paris, la salle Max Linder affiche complet durant les trois premières semaines d'exclusivité.

## Synopsis
L'histoire d'un village ukrainien occupé par les Nazis pendant la Seconde Guerre mondiale.

## Fiche technique
- Titre : L'Arc-en-ciel
- Titre original : Радуга (Raduga)
- Réalisation : Marc Donskoï
- Scénario : Wanda Wasilewska d'après son roman Tecza
- Musique : Lev Shvarts
- Photographie : Bentsion Monastyrsky
- Montage : N. Gorbenko
- Société de production : Kievskaya Kinostudiya
- Pays :  Union soviétique
- Genre : Guerre et drame
- Durée : 93 minutes
- Dates de sortie : 
  -  Union soviétique : 24 janvier 1944
  -  France : 20 octobre 1944

## Distribution
- Natalia Oujveï : Olena Kostyuk
- Nina Alisova : Pusya
- Elena Tyapkina : Feodosya
- Valentina Ivashova : Olga

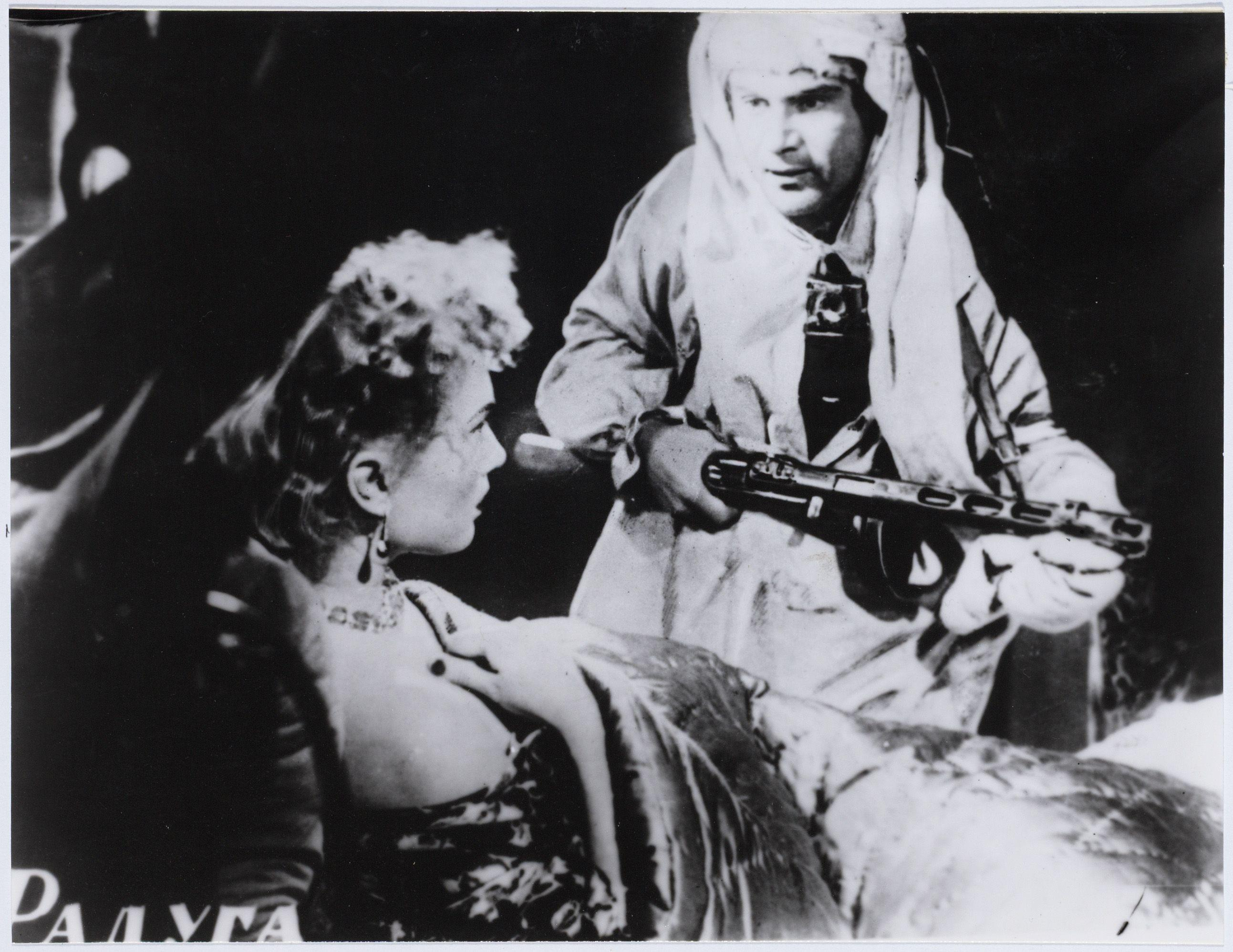
Image promotionnelle du film.

- Anton Dunaysky : le grand-père Evdokim Okhabko
- Anna Lisyanskaya : Malyuchikha
- Hans Klering : le capitaine Kurt Werner
- Nikolai Bratersky : Gaplik
- Vladimir Chobur : le lieutenant Kravchenko
- Viktor Vinogradov : Mishka, un enfant de Malyuchikha
- Alik Letichevsky : Sashka, un enfant de Malyuchikha
- Emma Malaya : un enfant de Malyuchikha
- Vladimir Ponomaryov : un enfant de Malyuchikha

## Accueil
Le film a reçu la note de 3/5 sur AllMovie